# アグボヴィル
アグボヴィル（フランス語: Agboville）はコートジボワールの町である。アニェビ＝ティアサ州の州都である。
アビジャンから北に約80km行った場所にある。

## 交通

### 鉄道
- アビジャン・ニジェール鉄道の駅がある。